# Paalbach
Der Paalbach ist ein rechter Nebenfluss der Mur in der Steiermark, Österreich.

## Name
Das Gewässer wurde in einer gefälschten Urkunde, die auf das Jahr 1131 datiert wurde, als aqua ... Powolla erstmals schriftlich erwähnt. Möglicherweise enthält der Name die slawischen Silben po- für 'an' und vol- für 'fließend' und war eventuell ursprünglich ein Ortsname mit der Bedeutung „am Fluss“.

## Verlauf
Der Paalbach entsteht durch den Zusammenfluss von Flattnitzbach und Glanackenbach in rund 1380 Meter Seehöhe. Die ersten Kilometer bildet er die Grenze zwischen der Steiermark und Kärnten. In seinem Lauf nach Norden trennt er die westlich davon gelegenen Nockberge von den Metnitzer Bergen im Osten. Bei Stadl an der Mur mündet er in die Mur. Das Einzugsgebiet des Paalbachs beträgt 147,37 Quadratkilometer. Der Großteil davon gehört zur Gemeinde Stadl-Predlitz, nur ein kleiner Teil des Oberlaufes liegt in den Kärntner Gemeinden Glödnitz und Metnitz.      

## Nebenbäche
Die wichtigsten Nebenbäche des Paalbachs sind:
| Name              | Mündungsseite | Mündungsort   | Einzugsgebiet in km² |
| ----------------- | ------------- | ------------- | -------------------- |
| Flattnitzbach     | rechts        | Wurmstein     | 13,51                |
| Glanackenbach     | links         | Wurmstein     | 32,82                |
| Felfernigbach     | rechts        | Zechnerhütte  | 15,88                |
| Schachmannbach    | rechts        | Stegerhütte   | 12,62                |
| Grießnerbach      | links         | Winterhütte   | 11,02                |
| Tiefbach          | rechts        | Stöllerhütte  | 08,12                |
| Berglerbach       | links         | Melchartboden | 11,08                |
| Wallnergrabenbach | rechts        | Platten       | 07,00                |

## Stausee
Knapp nach der Einmündung des Tiefbaches wurde 1982 ein Staudamm errichtet. Hier wird zusätzlich das Wasser der Turrach durch einen Tunnel eingeleitet und gemeinsam mit dem Wasser des Paalbachs durch einen weiteren Tunnel zum Wasserkraftwerk Bodendorf geleitet.

## Mineralien
Im Paalgraben werden Anatase gefunden. Es findet jedoch kein Abbau statt.